# Robert A. Newman

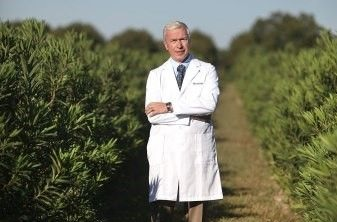
Newman vid en av världens största odlingar av Nerium oleander i Hondo, Texas, USA.

Robert A. Newman är en amerikansk farmakolog specialiserad inom molekylärbiologi, läkemedelsutveckling och immunologi. Han är professor emeritus, professor i försöksbehandlingsmetoder och chef för Center for Parmaceutical Development vid MD Anderson Cancer Center (MDACC).

## Biografi
Robert A. Newman har en master- och doktorsexamen i farmakologi och toxikologi från University of Connecticut och var sedan verksam på forskarnivå vid medicinska fakulteten vid University of Georgia samt på Institutionen för biokemi vid University of Vermont. Han var fakultetsmedlem vid medicinska fakulteten, University of Vermont och var därefter tjänstledig i ett år för att forska inom målinriktad immunterapi vid Stanford University. 1984 utsågs han till chef över sektionen för farmakologi och försöksbehandlingsmetoder vid MD Anderson Cancer Center vid Texas University i Houston, Texas, där han sedan var verksam i 24 år. Där innehade han professuren D.B. Lane Distinguished Professorship Chair. Han var grundare och chef för Pharmaceutical Development Center och analyscentret vid samma institution vid MDACC.
1988 började Robert A. Newman studera möjligheten att använda Nerium oleander i behandlingen mot cancer. Forskningen om Nerium oleander hade ursprungligen påbörjats av den turkiska läkaren H. Ziya Ozel. Robert A. Newman upptäckte att extrakt från växten Nerium oleander dödade mänskliga cancerceller utan påverkan på friska celler, vilket betyder att extraktet hade förmåga att särskilja och döda endast vissa celler. Han upptäckte att extrakt av Nerium oleander hade effekt mot mänskliga cancerceller, men inte mot cancerceller hos gnagare.
Robert A. Newman har publicerat över 320 artiklar om preklinisk och klinisk farmakologi, toxikologi och utveckling av behandlingar för att förebygga och behandla cancersjukdomar. Hans forskning och publikationer beskriver värdet av oleander och extrakt av oleander för att förebygga ischemisk skada på hjärnvävnaden vid stroke samt, på senare tid, även mot viktiga virus (t.ex. Ebola, HTLV-1, HIV).